# Fusée (automobile)
 (juillet 2025).
Si vous disposez d'ouvrages ou d'articles de référence ou si vous connaissez des sites web de qualité traitant du thème abordé ici, merci de compléter l'article en donnant les références utiles à sa vérifiabilité et en les liant à la section « Notes et références ».
Pour les articles homonymes, voir Fusée.

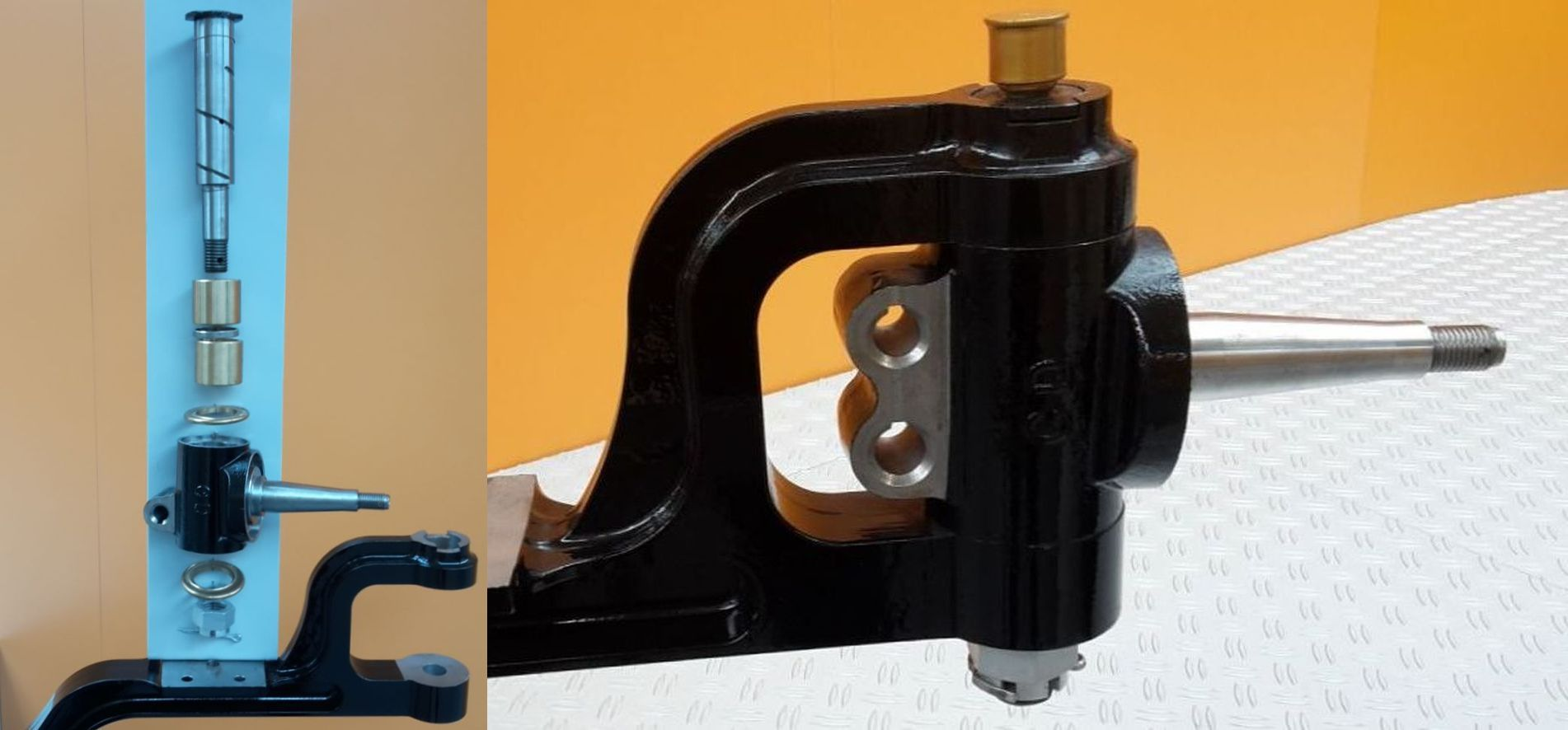
Fusée automobile

En mécanique automobile, la fusée désigne la pièce qui est l'axe de maintien en rotation de la roue. Il y en a donc en général quatre par véhicule. Elle est chargée de maintenir la position axiale de chaque roue. Cet axe mécanique, la fusée, ne tourne en général pas sur son axe de symétrie.
Ce nom de fusée est dû à la forme fusoïdale, symétrique, cylindrique reconnaissable s'effilant. Cette forme est d'autant plus prononcée quand il s'agit d'une roue qui n'est pas motrice, en effet, dans le cas contraire (motrice), elle est en son centre traversée de part en part de la pointe cannelée de la noix de cardan (éventuellement d'une barre de torsion ou simplement d'un axe moteur) chargée de transmettre au moyeu (mobile) le couple moteur; elle est alors fuselée mais plus ventrue. 
En généralisant aux autres domaines de la mécanique, une fusée est un axe de maintien d'un élément discoïdal tournant qui a la particularité d'être en porte-à-faux. Cette technique particulière de maintien d'une "roue" a pour concurrente la chape (si la chape est fuselée on parle de la fourche) qui tient cette roue des deux côtés de ses flancs. Dans ce dernier cas on ne parle alors plus de fusée mais de l'axe associé à la roue.

## La fusée du côté roue
- accueille les coupelles ou bagues intérieures des roulements de roue, celles des deux roulements coniques sur lesquels repose le moyeu de roue. Celles-ci sont souvent très ajustées et même parfois montées à force ;
- est prolongée d'un filetage à son extrémité, permettant par un écrou freiné (solidement) de bloquer, maintenir et positionner précisément, fermement les roulements sur l'axe de rotation et donc par leur intermédiaire positionne le moyeu.

## La fusée du côté du châssis
Morphologiquement deux variantes de fusées (roues directrices, ou non)  :
Pour l'avant elle est solidaire du porte-fusée, une pièce, :
- pivotant sur un axe vertical pour l'orientation des roues directrices, (axe pas complètement vertical, précisément penché pour la stabilité dans l'axe des roues directrices).
- qui reçoit le couple vertical radial de porte-à-faux, issu de la répartition de la charge à l'essieu réelle sur ses deux roues,
- qui maintient la fusée dans le plan vertical en acceptant son oscillation pour amortir les vibrations (articulé avec le châssis avec un ou deux triangles) (ils donnent un effet de pantographe spatial).
- qui accueille l'appui vertical de la suspension :
  - provenant des ressorts de suspension,
  - provenant de l'amortisseur, surtout chargé de supprimer les phénomènes de résonance,
  - provenant de la poussée correctrice de la barre stabilisatrice par l'intermédiaire d'une biellette (à Silentbloc : oscillations possibles de rotation radiale à l'axe de fixation),
- et enfin dans le cas de roues avant motrices, cette fusée est (le plus souvent) traversée par l'extrémité cannelée de la noix du cardan qui reçoit en son extrémité l'écrou buté freiné retenant le moyeu.

Pour l'arrière, elle est solidaire d'un bras ou une poutre d'une suspension (ou alors solidarisée mais démontable de ceux-ci) (des bras pour les roues indépendantes et une poutre si une liaison maintient solidaires les roues arrière).

## Particularismes
La longueur des fusées a été progressivement réduite et sur quelques véhicules modernes, comme la Citroën CX, elles ont été éliminées pour être remplacées par un roulement de grand diamètre monté directement sur le porte-fusée.